# Deja Vu (canción de Luis Miguel)
«Deja Vu» es un sencillo promocional de la gira de conciertos de Luis Miguel, escrita por Edgar Cortazar, Henry Gutiérrez y Francisco Loyo. Fue publicado el 12 de septiembre de 2014, bajo el sello Warner Music México.

## Personal
- Vocals: Luis Miguel
- Piano y Teclados: Francisco Loyo
- Teclados Adicionales: Salo Loyo, Alejandro Carballo
- Bajo: Lalo Carrillo
- Batería: Víctor Loyo
- Guitarra: Henry Gutiérrez
- Percusión: Tommy Aros
- Coros: Kenny O'Brien, Carlos Murguía, Will Wheaton, Giselda Vatcky, Francis Benítez
- Trompetas: Gary Grant, Dan Fornero
- Saxofón: Dan Higgins
- Trombón: Bill Reichenbach Jr.
- Arreglos y programación: Francisco Loyo, Alejandro Carballo

## Equipo de producción
- Producido por: Luis Miguel
- Coproducción musical: Francisco Loyo
- Ingeniero de grabación: Moogie Canazio
- Ingeniero de mezcla: David Reitzas
- Ingeniero de masterización: Ron McMaster
- Estudios de grabación: Record Plant Studios, Oceanway Studios & Conway Studios, Hollywood, California
- Mezclado en: Chalice Studios & Oceanway Studios, Hollywood, CA
- Masterizado en Capitol Studios, Hollywood, CA

- Datos: Q56318024